# 费多尔·凯勒
费多尔·愛德華多維奇·凯勒（俄语： 1850年8月15日—1904年7月31日）俄罗斯帝国陆军将领，生于莫斯科，曾参与塞爾維亞－土耳其戰爭、1877年至1878年的俄土战争。1904年日俄战争期间，凯勒在摩天嶺之戰中阵亡。